# District de Hamirpur (Uttar Pradesh)
Pour les articles homonymes, voir District de Hamirpur.
Le district de Hamirpur (en hindi : हमीरपुर जिला) est une division administrative de la division de Chitrakoot dans l'État de l'Uttar Pradesh, en Inde.

## Description
La superficie du district est de 4 021 km2 et la population était en 2011 de 1 104 285 habitants.
Le centre administratif du district est Hamirpur.
Le taux d'alphabétisation est de 70,16%.